# Лінійні кораблі типу H-44
Лінійні кораблі типу H-44 (також H-44 нім. Schlachtschiff Projekt H-44 ) - тип нереалізованого німецького лінійного корабля часів Другої світової війни . Проєкт надлінкору Н-44 був останнім та найпотужнішим у серії "Н". Серія проєктів Н-42, Н-43, Н-44 розроблялися комісією з проєктів нових кораблів, очільником якої був адмірал Карл Топп. Міністр озброєння Третього Рейху Альберт Шпеєр створив комісію із розробки перспективних проєктів кораблів. У рамках цієї конструкторської роботи було спроектовано лінійні кораблі серії "Н". У 1944 році, з урахуванням досвіду здобутого під час Другої світової війни, було спроектовано Н-44. Лінкор створювався як найсильніший і гранично захищений від усіх загроз і озброєний бойовий корабель, здатний потопити будь-який існуючий лінкор противника.

## Конструкція

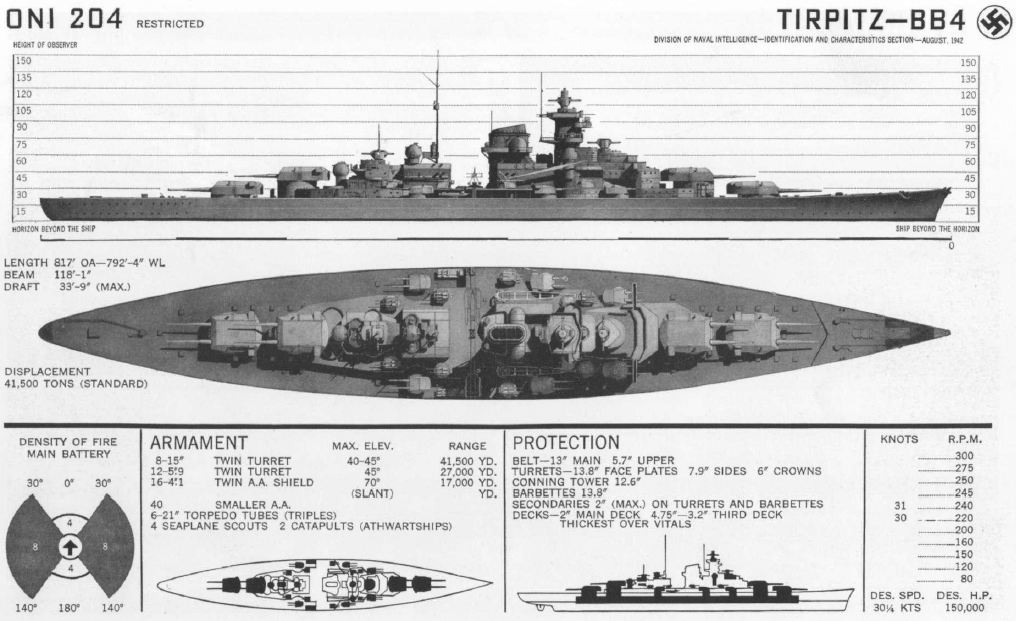
ТТХ лінкора "Тірпіц" зовні схожого на проєкт H-44

Лінійні кораблі типу «Бісмарк» послужили прообразом для проектів типу Н. Бронювання лінкорів типу Н-44: основний броньовий пояс – 380 мм, бронювання палуби (тришарове бронювання) – 330 мм, протиторпедне перебирання — 45 мм, товщина верхньої стінки паливних цистерн – 30 мм.

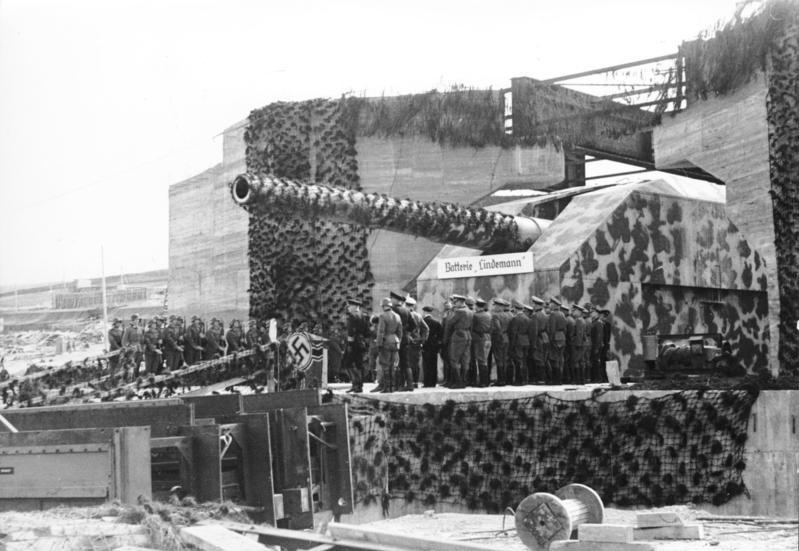
«40,6 см гармата SKC/34 »

|

## Озброєння
Головний калібр лінкорів Н-44 мав бути представлений вісьма 508-мм гарматами в чотирьох спарених баштових установках. Як допоміжний (протимінний калібр) калібру було прийнято 150-мм гармати C28 (у восьми спарених установках), всього 16 шт. Зенітне озброєння - 16 (8×2) 105-мм/65 гармат C33, 16 (8×2) 37-мм/83 гармат C33 та 40 (10×4) 20-мм/66. Авіаційне озброєння складалося з шести гідролітаків Arado 196.

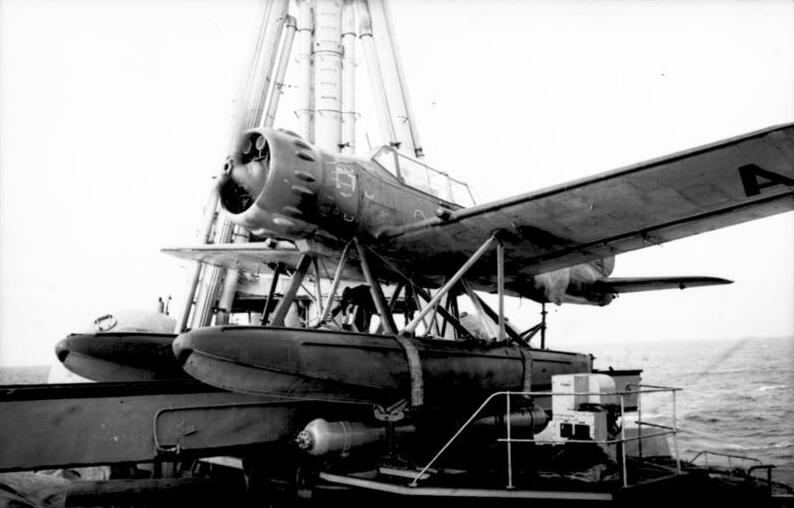
гідролітак-розвідник « Arado Ar 196 »

## Енергетична установка
Енергетична установка лінкорів Н-44 планувалася змішаною: 4 дизелі та турбозубчасті агрегати з котлами високого тиску. На зовнішні вали мали працювати по 4 дизелі «MZ65/95». На внутрішні вали – по одному ТЗА з можливістю форсування. Усі проєкти, починаючи з Н-41, мали однакову силову установку.

## Представники
Комісія з проєктів нових кораблів у 1942-1944 роках розробила проекти лінкорів Н-42, Н-43, Н-44. Виконання програми вимагало щонайменше 5 років і дуже великих ресурсів, яких Німеччина в 1944 вже не мала. Побудувати такий лінкор у 1944 році вже було неможливим. Кораблі цього типу не закладалися.